# سبعين
سبعين إحدى بلديات دائرة مهدية بولاية تيارت الجزائرية.تأسست كبلدية  سنة 1984 و كانت لها قديما عدة تسميات منها تافرنت و بني لنت نسبة إلى عرش بني لنت .بالاضافة الى السبعين مركز فهي تتكون من عدة دواوير و ملحقات من بينها سي الحواس تاسلمت قردن ظهر الحجاج تبودة ....
تشتهر بلدية السبعين بالفلاحة و اراضيها الخصبة حيث تمثل نسبة الأراضي الصالحة حوالي 99% من المساحة الإجمالية و بها معهدين للفلاحة .المعهد التقني للزراعات الكبرى ITGC و المعهد الوطني للبحث الفلاحي INRA,بالإضافة إلى المزرعة النموذجية سي عبد الكريم و ملحقة للديوان الوطني للحبوب